# Petit Vair
Der Petit Vair ist ein etwa 16 km langer Bach in der Region Grand Est, der im Département Vosges verläuft. Er ist ein südöstlicher und rechter Zufluss des Vair.

## Geographie

### Verlauf
Der Petit Vair entspringt auf einer Höhe von etwa 422 m im nordwestlichen Gemeindegebiet von Thuillières.
Er entwässert im Oberlauf in einer Schleife nach Südost, dreht dann aber auf Nordwest, quert bei Vittel die Bahnstrecke Merrey–Hymont-Mattaincourt und mündet schließlich auf einer Höhe von ungefähr  321 m im Gemeindegebiet von Saint-Remimont von rechts in den Vair.
Der etwa 15,6 km lange Lauf des Petit Vair endet ungefähr 101  Höhenmeter unterhalb seiner Quelle, er hat somit ein mittleres Sohlgefälle von etwa 6,3 ‰.

### Zuflüsse
(Reihenfolge in Fließrichtung)
- Ruisseau du Pré Janneton (rechts), 2,3 km
- Ruisseau de Belle Fontaine (links), 7,1 km
- Ruisseau de la Malmaison (rechts), 6,1 km

### Orte am Fluss
(Reihenfolge in Fließrichtung)
- Valleroy-le-Sec
- Vittel
- Saint-Remimont